# Peter O'Neill
Peter Charles Paire O'Neill CMG (Ialibu-Pangia, 13 de fevereiro de 1965), ou simplesmente Peter O'Neill, é um político da Papua-Nova Guiné e foi o 7° primeiro-ministro desse país de 2011 a 2019. Em 26 de maio de 2019, diante da perspectiva de um voto de desconfiança, O'Neill anunciou que ele estava renunciando seu cargo como primeiro-ministro e, posteriormente, após ser nomeado, James Marape empossou o cargo, tornando-se o 8° primeiro-ministro do país.

## Início de vida e educação
Peter O'Neill nasceu no Distrito Ialibu-Pangia, na província de Terras Altas do Sul. O pai de O'Neill, Brian O'Neill, era um magistrado nascido na Austrália e descendente de irlandeses. Sua mãe, Awambo Yari, uma papuásia, veio das terras altas do sul. Seu pai mudou-se para Papua Nova Guiné em 1949 como oficial de campo do governo australiano, conhecido em Tok Pisin como kiap, mais tarde servindo como magistrado em Goroka até sua morte em 1982. Peter O'Neill passou seus primeiros anos de juventude na aldeia da mãe e entrou na casa urbana de seu pai depois de ir para a escola secundária. O'Neill foi educado na Escola Primária de Pangia, na Escola Ialibu e na Escola Goroka. Depois de deixar a escola, ele obteve um Bacharelado em Comércio na Universdade da Papua-Nova Guiné (UPNG). Isto foi seguido por uma licenciatura em contabilidade na UPNG. Ele obteve uma qualificação profissional e se tornou um Certified Practicing Accountant em 1989. Um ano depois, tornou-se presidente do Instituto PNG de Contadores Praticantes Certificados. Peter O'Neill tornou-se sócio da firma de contabilidade Pratley and O'Neil. Ele combinou isso com um número substancial de diretorias, muitas vezes como presidente executivo. O mais importante deles é o Corporação Bancária PNG quando era de propriedade do governo.

## Primeiro-ministro (2011-2019)
Um primeiro ministro do PNG precisa, em primeiro lugar, de uma aptidão para a formação de coalizões. Nunca há um partido com maioria absoluta e o espectro político é fragmentado. A formação partidária é fraca e as lealdades políticas são fluidas. As coalizões são, portanto, oportunistas: a formação de coalizões não é guiada por políticas ou lealdades partidárias estritas. Peter O ”Neill é muito habilidoso nessa cultura política fluida. Antes de se tornar primeiro-ministro, ele já havia mudado a lealdade a favor e contra o primeiro-ministro Michael Somare. Em 2011, ele mudou a lealdade novamente, juntando-se a um movimento para derrubar Michael Somare, que estava doente em Cingapura. Ele foi então eleito pelo parlamento da PNG como primeiro-ministro com 70 dos 94 votos expressos. Sua posição, no entanto, foi contestada de várias maneiras. Michael Somare também era governador da província de East Sepik e o governo da província desafiou O'Neill nos tribunais e o próprio Somare também o fez depois que ele voltou de Singapura. A Suprema Corte decidiu que Somare era o primeiro-ministro legítimo. Isso levou à crise constitucional da Papua Nova Guiné 2011-2012. O'Neill se recusou a ir. O governador geral decidiu na disputa que se seguiu que novas eleições eram necessárias.
O’Neill venceu as eleições subsequentes de 2012. Seu partido (PNC) foi bem nas eleições e obteve 27 cadeiras, enquanto tinha 5 cadeiras no parlamento anterior. Foi o maior em número de assentos e, portanto, O’Neill foi convidado a formar o governo. No entanto, a PNC estava longe de ser uma maioria absoluta: tinha menos de um quarto dos assentos no parlamento e a construção da coalizão era necessária. Uma ampla coalizão parecia apoiá-lo: 94 votos em um parlamento de 119 membros. Esta coalizão continha três ex-primeiros-ministros, entre os quais Michael Somare. Este último, portanto, apoiou-o apesar do amargo conflito anterior. Somare até ameaçou jogar O’Neill na cadeia se Somaria vencesse a eleição.
O’Neill completou o período integral de cinco anos da vida parlamentar de 2012 a 2014. Houve ampla oposição contra ele no país, mas ele manteve um aperto firme no parlamento. Isso ficou particularmente claro quando, depois de muita resistência por parte do governo, uma moção de desconfiança foi montada. O direito de fazê-lo só foi concedido após uma intervenção do Supremo Tribunal. Apesar disso, O'Neill reuniu o apoio de 85 votos contra 21 em um parlamento de 119 cadeiras.
Vinte e cinco deputados tinham até ao final de 2016 atravessado a palavra e juntaram-se à PNC e 52 deputados identificados com a festa.
Um forte desafio foi montado na eleição geral de PNG de 2017 por Mekere Morauta. No entanto, O'Neill superou o desafio muito bem. O Congresso Nacional do Povo não ganhou os 52 lugares que ocupou no final do parlamento anterior, mas ganhou o mesmo número de assentos (27) que nas eleições de 2012. A natureza fluida da política da PNG era, no entanto, evidente: a PNC perdeu 34 membros efetivos, pouco mais de 60% dos parlamentares do PNC que enfrentavam os eleitores. Apenas 21 foram reeleitos, mas o PNC ganhou sete lugares que não possuía antes. Como líder do maior partido do Parlamento, ele foi convidado a formar o governo. Este governo recebeu apoio de 60 contra 46 deputados. Mais uma vez O’Neill mostrou capacidade de formação de coalizões.
Em 26 de maio de 2019, diante da perspectiva de um voto de desconfiança, O'Neill anunciou que ele estava renunciando seu cargo como primeiro-ministro e entregando a posição para Julius Chan.

## Vida pessoal
Peter O'Neill é casado com Lynda May Babao desde 1999. Eles têm cinco filhos: Brian O'Neill, Travis O'Neill, Joanne O'Neill, Loris O'Neill e Patrick O'Neill. É o segundo casamento dele. Ele foi admitido na CMG e recebeu o título de O Honorável.